# Aztlán
Aztlán ist nach der Legende die ursprüngliche Heimat der Azteken. Die Azteken bezeichneten sich selbst üblicherweise als Mexica, aber in Bezug auf ihre Herkunft nannten sie sich Azteca (Singular: Aztecatl), „die aus Aztlán“. Aztlán wurde beschrieben als Insel in einem See. Von dort aus sollen die Azteken, angeführt von ihrem Gott Huitzilopochtli, zum Tal von Mexiko gewandert sein, wo sie auf einer Insel im Texcoco-See die Stadt Tenochtitlán gründeten.

## Etymologie
Die Bedeutung von Aztlán (dies ist die spanische Schreibweise) ist im Gegensatz zu den meisten Ortsnamen des Nahuatl (aztekische Sprache) nicht klar. Die häufig zu findende Übersetzung als Ort der Weißen, Land der Reiher von Nahuatl azta(tl) = weißer Vogel (Reiher oder Kranich) + -tlan = Ortssuffix (auf oder bei) ist unzutreffend und würde nur für einen Ort Aztatlan gelten. Für den Namen Aztlan (die Betonung liegt im Nahuatl auf der ersten Silbe) ist bisher in der Azteken-Schrift kein Zeichen identifiziert worden. Das Ortszeichen, das sich im Codex Boturini und einigen anderen Aztekencodices für Aztlan findet, lässt sich hingegen nicht erklären.

## Lokalisierung

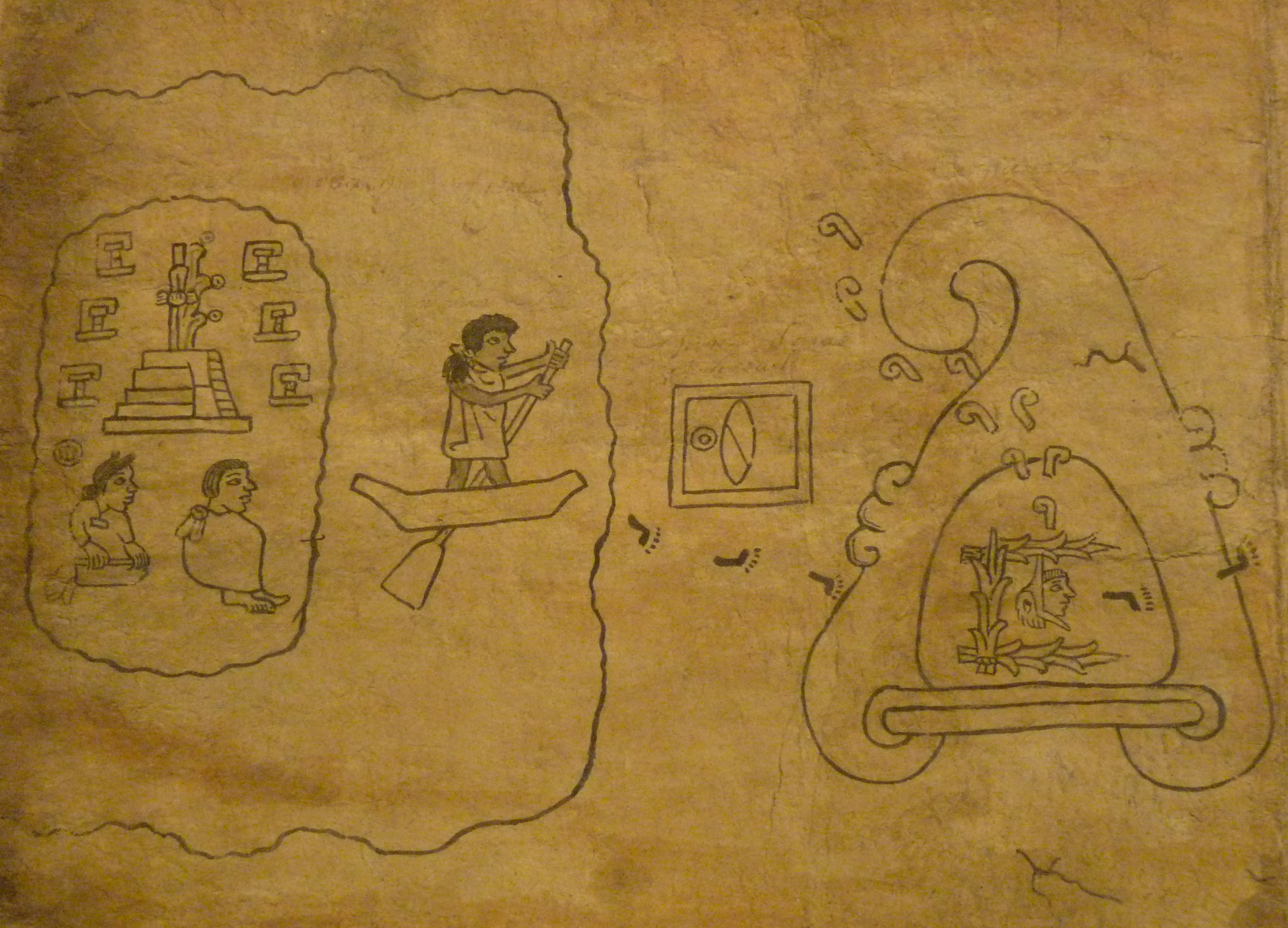
Seite 1 des Boturini-Codex: Auszug der Azteca aus Aztlan (links) nach Colhuacan (rechts)

Die genaue Lage Aztláns ist nicht bekannt. Die Legende besagt nur, dass es nördlich von Mexiko-Stadt gelegen haben soll, aber es gibt keinen Anhaltspunkt für die Entfernung. Diese vage Angabe ermöglichte eine Vielzahl von unterschiedlichen Lokalisierungen. Nach den vorspanischen Traditionen wanderten die Azteca über eine nicht nachvollziehbare Route bis nach Tula und von dort in kleinsten Etappen über bis heute bestehende Orte  in das Becken von Mexiko.
José Fernando Ramírez vermutete Aztlán im Hochtal von Mexiko, Paul Kirchhoff am Río Lerma in der Nähe von Yuriria, García Cubas und Alfredo Chavero auf der Insel Mexcaltitán im Lagunengebiet der Westküste Mexikos. Manuel Orozco y Berra lokalisierte den Ort im See von Chapala, Lorenzo Boturini de Benaducci und Hubert Howe Bancroft in Niederkalifornien, Mariano Fernández de Echeverría y Veytia und der Autor des Códice Ramírez nördlich von Sonora, Francisco Clavijero und Pérez Verdía in Kalifornien, der indianische kolonialzeitliche Autor Fernando Alvarado Tezozómoc in New Mexico, Alexander von Humboldt und William Hickling Prescott im Nordwesten der USA, Wickersham am Puget Sound, N. F. Hyer in Aztalan, Wisconsin. Autoren wie Ignatius Donnelly meinten gar, dass es sich bei Aztlán um den mythischen Kontinent Atlantis handelt.
Entsprechend der Vermutung des Anthropologen Alfredo Chavero von 1887, Aztlán liege an der Pazifikküste im mexikanischen Bundesstaat Nayarit, trägt der Bundesstaat das Symbol Aztláns im Wappen mit dem Staatsmotto „Nayarit, Wiege der Mexikaner“.
Heute halten viele Historiker Aztlán für einen mythischen Ort, dessen Beschreibung vom tatsächlichen Wohngebiet der Azteken im Tal von Mexiko inspiriert ist, und der sich deshalb jeder Lokalisierung entzieht.

## Politische Bedeutung

Als Aztlán bezeichneter Teil der USA

Der Name Aztlán wurde von mehreren politischen Bewegungen von Mexikanern in den USA aufgegriffen. In diesem Zusammenhang wird der gesamte Südwesten der USA als Aztlán bezeichnet. Mit der Begründung, dieses Land sei die Urheimat der Azteken, der Zugehörigkeit zu Mexiko bis zum Vertrag von Guadalupe Hidalgo 1848 und dem heute dort hohen Bevölkerungsanteil von Mexikanern fordern nationalistische, irredentistische Gruppen die Unabhängigkeit oder die Wiedervereinigung mit Mexiko.
Erstmals wurde der Name „Aztlán“ von einer Gruppe Chicano-Aktivisten unter Führung von Oscar Zeta Acosta in den 1960ern benutzt. Sie bezeichneten damit die Gebiete von Nordmexiko, die von den Vereinigten Staaten in der Folge des Mexikanisch-Amerikanischen Krieges annektiert worden waren. Auch einige Historical Linguists und Anthropologen behaupten, dass das ursprüngliche Siedlungsgebiet der Azteken-Völker im Südwesten der Vereinigten Staaten verortet gewesen sei, auch wenn diese Gebiete heute eher mit den historischen Indianerstämmen Navajo, Hopi, Apache, Comanche, Shoshone, Mojave, Zuni u. a. in Verbindung gebracht werden.
Aztlán wurde zu einem „Symbol“ für Mestizo-Aktivisten, die ein gerechtes und ursprüngliches Recht auf das Land beanspruchten, auch wenn sie damit in Konflikt mit einigen Indianer-Stämmen kommen. Andere Wissenschaftler verorten Aztlan im Gebiet des heutigen Mexiko.
Gruppen, die den Namen in diesem Zusammenhang nutzen sind Plan Espiritual de Aztlán und MEChA (Movimiento Estudiantil Chicano de Aztlán, „Chicano Student Movement of Aztlán“).
In der Chicano-Bewegung wird der Dichter Alurista für die Verbreitung durch ein Gedicht bei der Chicano Youth Liberation Conference in Denver, Colorado, im März 1969.